# Sunny Jain
Sunny Jain (Rochester (New York), 1975) is een Amerikaanse drummer, dholspeler, componist en producent. Hij wordt erkend als hoofdrolspeler in de ontluikende beweging van Zuid-Aziatische-Amerikaanse jazzmuzikanten. Zijn zeven albums hebben allemaal internationale erkenning gekregen voor hun baanbrekende synthese (Coda Magazine), omdat hij de oude klanken van zijn cultureel erfgoed, jazz en een groot aantal andere klanken samenbrengt.

## Biografie
Jain heeft opgetreden/opgenomen met Kiran Ahluwalia, het Asphalt Orchestra, Joey Baron, Kenny Barron, Marc Cary, Samir Chatterjee, DJ Rekha, Kyle Eastwood, Peter Gabriel, Grupo Fantasma, Norah Jones, Junoon, Andres Levin, Rudresh Mahanthappa, Marching Fourth Band, Q-Tip, Soul Rebels, Martha Wainwright, Kenny Wollesen en Himanshu Suri.
Jain heeft compositie- en uitvoeringssubsidies ontvangen van het Aaron Copland Music Fund, Chamber Music America, Meet the Composer, Mid-Atlantic Arts Foundation, globalFEST en ontving de Arts International Award in zowel 2003 als 2005 om met zijn jazzband Sunny Jain Collective te kunnen toeren in India. In 2002 werd Jain door het Amerikaanse ministerie van Buitenlandse Zaken en het Kennedy Center aangewezen als jazzambassadeur, waarvoor hij op tournee ging in West-Afrika. Jain is de auteur van twee instructie-drumboeken voor Alfred Publishing: The Total Jazz Drummer en Drum Atlas: India.
In 2007 werd Jain de eerste artiestenaanhanger van de grootste en oudste muziekfabrikant Bina Music uit India.

## Red Baraat
In 2008 richtte Jain de Brooklyn-band Red Baraat op. In 2011 heeft Red Baraat meer dan 100 clubshows en festivals over de hele wereld bezocht, waaronder het Bonnaroo Music Festival, het High Sierra Music Festival en een optreden in het Witte Huis en de Paralympische Spelen slotceremonie in Londen. De band bestaat uit dhol, drums, percussie, sousafoon en blazers, die het Noord-Indiase ritme van bhangra met funk, go-go, Afro-Cuban, Braziliaans en jazz vermengen.
Het debuutalbum van de band werd uitgeroepen tot het topwereldmuziekalbum van 2010 door The Boston Globe. Het album Bootleg Bhangra van de band uit 2011, werd opgenomen tijdens het Brooklyn's Southpaw concert, op de tweede verjaardag van de band.
Red Baraat heeft opgetreden op globalFEST, Montreal Jazz Festival, Sunfest, Festival De Louisiane, Quebec City Summer Festival, Chicago World Music Festival, Lincoln Center, The Kennedy Center, Madison World Music Festival, New Orleans Jazz Festival, Pori Jazz Festival (Finland), Molde Jazz Festival (Noorwegen) en Chicago Folks & Roots Festival.
Red Baraat verscheen bij John Schaefer's Soundcheck WNYC-FM 93.9, een NPR-filiaal, waarin ze werden uitgekozen als top live-radio-optreden van 2009. Ze hebben ook het themalied voor de film The Yes Men Fix the World opgenomen en uitgevoerd voor de Mercedes-Benz Fashion Week (2009, New York) voor Ports 1961 basismodellen. De band is te zien geweest in National Geographic, The Wall Street Journal, The New Yorker, Relix, PopMatters, en Songlines.
De band heeft in 2012 en 2017 resp. twee Tiny Desk Concerts gespeeld.

## Junoon
Jain is ook de drummer en dhol-speler voor Junoon, de grootste rockband die in Zuid-Azië is ontstaan. In 2011 namen ze de single Open Your Eyes op met Peter Gabriel om het bewustzijn en de fondsen voor de Pakistaanse slachtoffers van de overstroming te vergroten. In 2010 gaf Junoon een concert voor Pakistan bij de Verenigde Naties in New York, voor ontheemde vluchtelingen in de Swatvallei. De band sloot 2007 af met een mijlpaaloptreden op het concert Nobelprijs voor de Vrede in Oslo, Noorwegen, waarbij ze speelden voor Nobelprijswinnaars Al Gore en Rajendra Paucharia. Jain speelde dhol/percussie in de eerste Indiase Broadway-show Bombay Dreams (2004) en maakte zijn Hollywood-debuut met dhol in de film The Accidental Husband, met in de hoofdrol Uma Thurman, Colin Firth en Isabella Rossellini.

## Discografie
- 2002: As Is (NCM East)
- 2006: Mango Festival (ZoHo)
- 2006: Avaaz (SinJ)
- 2010: Taboo (Brooklyn Jazz Underground)

Met Red Baraat
- 2010: Chaal Baby (SinJ)
- 2011: Bootleg Bhangra (SinJ)
- 2013: Shruggy Ji (SinJ)
- 2017: Bhangra Pirates (Rhyme & Reason)

### Als sideman
- 2000: Chris Bergson – Wait for Spring (Juniper)
- 2001: Sheryl Bailey– Reunion of Souls (Pure Music)
- 2005: J.C. Hopkins Biggish Band – Underneath a Brooklyn Moon (Tigerlily)
- 2006: Steve Blanco – Contact
- 2007: Brooklyn Jazz Underground – Volume 1 (Brooklyn Jazz Underground)
- 2008: Brooklyn Jazz Underground – Volume 2 (BJU)
- 2008: Hayes Greenfield – Music for a Green Planet (Dots and Lines)
- 2009: Brooklyn Jazz Underground – Volume 3 (BJU)
- 2009: Steve Blanco – Piano Warrior
- 2010: Cucu Diamantes – Cucu Land (Fun Machine)
- 2010: Junoon – Rock & Roll Jihad (Nameless Sufi)
- 2010: Michael Leonhart – Seahorse and the Storyteller (Truth and Soul Records)
- 2010: Sam Sadigursky – The Words Project (New Amsterdam Records)
- 2011: Asphalt Orchestra – Asphalt Orchestra (Cantaloupe Music)
- 2014: Asphalt Orchestra – Asphalt Orchestra Plays Pixies (Cantaloupe)

- Gemeinsame Normdatei: 1054657580
- Library of Congress Control Number: no2007145647
- MusicBrainz: 4243a1ee-8150-4ff7-8b6c-9d5de12a2f0c
- Virtual International Authority File: 49021762